# Herinneringskruis 1939-1940 van het Nederlandse Rode Kruis
Het Herinneringskruis 1939-1940 van het Nederlandse Rode Kruis is een particuliere onderscheiding die op 6 februari 1942 door het hoofdbestuur van het Nederlandse Rode Kruis in het bezette Nederland werd ingesteld. De bezetter bemoeide zich niet met het verlenen van Nederlandse onderscheidingen, in bezet Nederland werden ook door de Generaal Winkelman en het Kapittel van de Militaire Willems-Orde onderscheidingen uitgereikt.
Het kruis werd verleend aan vrijwilligers en medewerkers van het Nederlandse Rode Kruis die dienst hebben gedaan in de periode van de mobilisatie van de Nederlandse strijdkrachten (4 april 1939 tot 10 mei 1940) en gedurende de Duitse inval (10 tot 15 mei 1940). Het herinneringskruis werd toegekend in twee graden:
- Het Herinneringskruis 1939-1940 van het Nederlandse Rode Kruis in Brons, voor diegenen die gedurende bovengenoemde periode of een deel van deze periode daadwerkelijk in enige functie dienst hebben gedaan bij het Nederlandse Rode Kruis.
- Het Herinneringskruis 1939-1940 van het Nederlandse Rode Kruis in Zilver, voor diegenen die zich bij het verrichten van de bovengenoemde dienst zeer bijzonder verdienstelijk hebben gemaakt en van groot beleid hebben doen blijken door nauwkeurig gestaafde verrichtingen, die uitgingen boven de verdiensten van anderen.

Volgens een opgave van Henny Meijer zijn er 725 zilveren en 5.450 bronzen herinneringskruisen geslagen. Hiervan zijn er respectievelijk 714 en 5.424 uitgereikt.

## De vormgeving
Het kruis werd door luitenant-kolonel A.N.C.F. Keyzer ontworpen en door de firma Koninklijke Begeer in Voorschoten geslagen. Daarvoor werd een muntpers gebruikt.
Het kruis is 38 millimeter breed en draagt in het midden een rond medaillon. Op dit medaillon is binnen een wit geëmailleerd vlak met rood email een kruis van Genève aangebracht. Op de bovenste arm van het kruis is het jaartal "1939" geplaatst. Op de onderste arm is het jaartal "1940" te lezen. Rond het medaillon is een krans van laurier- en eikenbladeren geplaatst.
De keerzijde is vlak. Op de onderste arm staat een stempel van de fabrikant "KON.-BEGEER / VOORSCHOTEN".
Het lint is, zoals bij Nederlandse onderscheidingen gebruikelijk is, 38 millimeter breed. Het zijden lint is verdeeld in zeven strepen van wit en rood, de beide buitenste banen zijn wit. Wanneer op een uniform een baton wordt gedragen, dan wordt hierop, in het geval van het zilveren kruis, een zilveren kruisje gedragen (directie publicatie nr. 28120 dd. 25 februari 1952). Het bronzen kruis wordt niet aangeduid met een dergelijk versiersel.
De legerleiding heeft een collectieve toestemming gegeven en zoals een aantal van de Onderscheidingen van het Nederlandse Rode Kruis mag ook dit kruis door militairen op hun uniformen worden gedragen. Voor burgers is er geen knoopsgatversiering voorzien maar zij dragen desgewenst op hun rokkostuum een miniatuur van de onderscheiding.